# Vogel Gryff

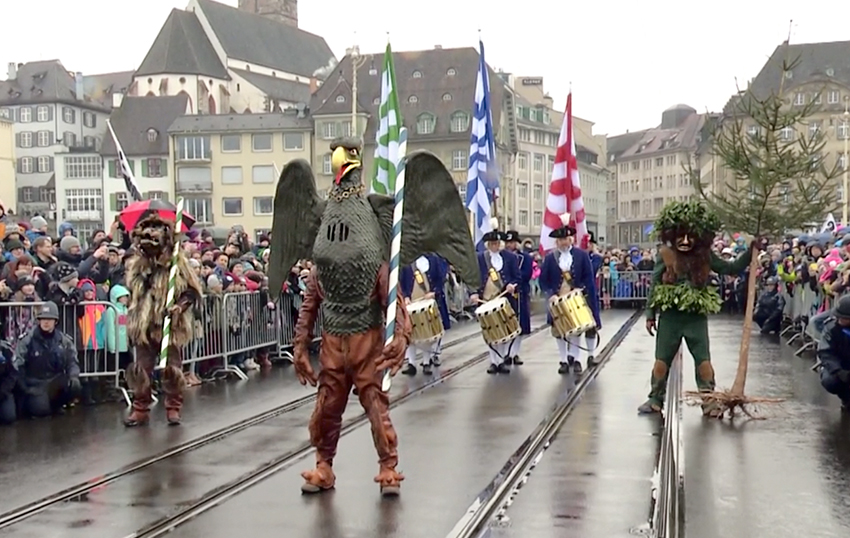
Die drei Ehrenzeichen Leu, Vogel Gryff und Wild Maa auf der Mittleren Brücke

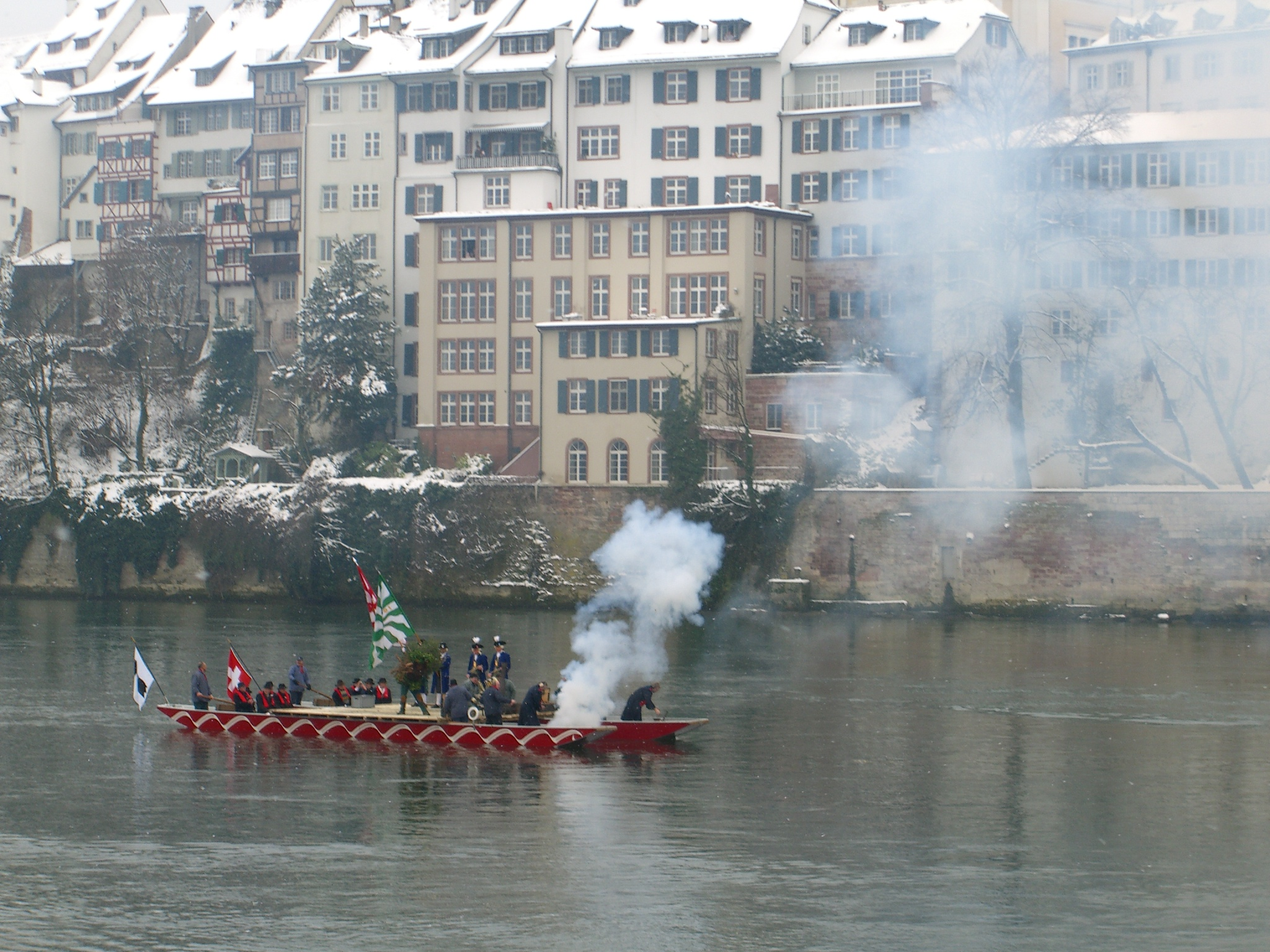
Talfahrt des Wild Maa

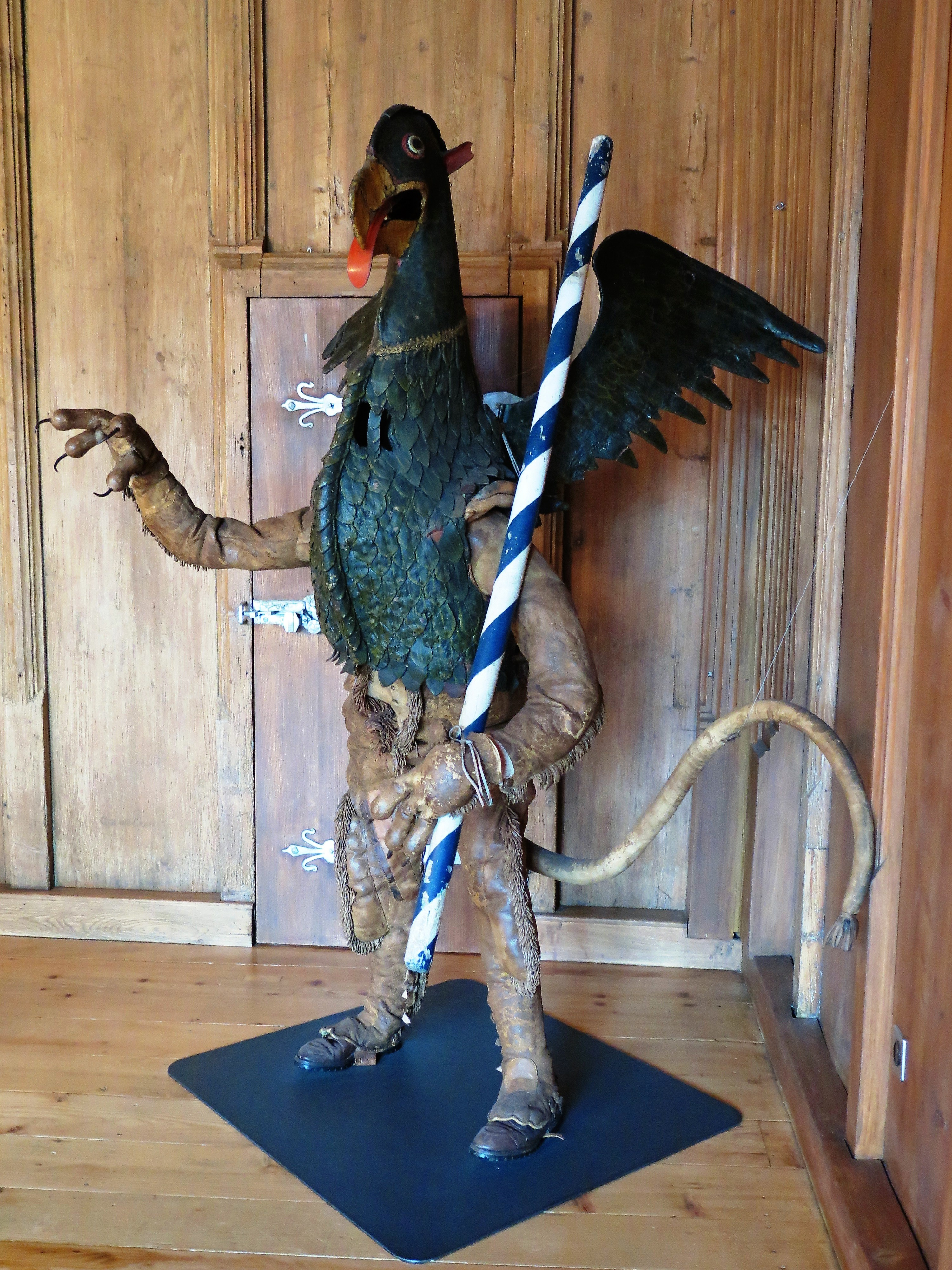
Altes Kostüm des Vogel Gryff

Der Vogel Gryff ist eine heraldische Figur vom Kleinbasel, dem rechtsrheinischen Teil der Stadt Basel. Der von den Drei Ehrengesellschaften Kleinbasels (3 E) organisierte volkstümliche Feiertag ist nach ihm benannt.
Abwechselnd im Turnus von drei Jahren am 13., 20. oder 27. Januar (falls dieser auf einen Sonntag fällt: am Samstag davor) erlebt Basel alljährlich das Fest der drei Ehrengesellschaften zum Rebhaus, zur Hären und zum Greifen. An diesem Tag treten die drei personifizierten Schildhalter auf: Vogel Gryff, ein Greif in schwerem Schuppenpanzer; der Wild Maa, ein Tännchen schwingender Wilder Mann; und der Leu, ein Löwe. Sie ziehen durchs Kleinbasel und führen dabei immer wieder ihre traditionellen Tänze vor.

## Ablauf
Gestartet wird das Fest um 10:30 Uhr mit der Rheinfahrt des Wilden Mannes. Die genaue Zeit ist abhängig vom Wasserstand des Rheins. Der Wilde Mann fährt tanzend auf einem Floss talwärts und wird durch Trommelrhythmen und mit Böllerschüssen begleitet. Entgegen einer verbreiteten und gerne kolportierten Meinung ist er dabei aber nicht beflissen, Grossbasel den Rücken zuzukehren. Vielmehr hält er, wie es sich gehört, seinen Blick auf das zu ehrende Kleinbasel gerichtet, und so ist es unvermeidlich, dass er Grossbasel den Rücken zeigt. Unterhalb der Mittleren Rheinbrücke erscheinen unterdessen der Vogel Gryff und der Leu mit ihren Begleitern, den drei Tambouren und Bannerträgern, sowie den vier Narrengestalten der Ueli, welche mit klappernden Büchsen Geld für Bedürftige sammeln. Mit mächtigem Satz springt gegen 11 Uhr der Wilde Mann an Land, nicht ohne zuvor die Tanne ausgiebig im Wasser genetzt zu haben.
Um 12 Uhr tanzen die Ehrenzeichen auf der Mittleren Rheinbrücke. Auch während dieses Tanzes bleibt ihr Blick auf das Kleinbasel gerichtet. Danach formiert sich der Umzug. Bis in den Abend hinein geht es, mit einigen Pausen, kreuz und quer durchs Kleinbasel vor die Wohn- oder Geschäftssitze der Herren Meister und Vorgesetzten sowie in den Hof des Waisenhauses.
Ab 13 Uhr finden sich die 450 Gesellschaftsbrüder der Drei Ehrengesellschaften (150 je Gesellschaft) zu einer ausgedehnten Mahlzeit, dem Gryffemähli, im Festsaal der Basler Messe zusammen. Die Veranstaltung dauert den ganzen Nachmittag an und ist durch Reden zu aktuellen politischen Themen, musikalischen Darbietungen sowie dem Besuch des Umzuges (im Saal) geprägt.

## Ursprung
Der Umzug hat seinen Ursprung in den im Mittelalter veranstalteten jährlichen Waffenmusterungen der für die Bewachung der Stadtmauer verantwortlichen Ehrengesellschaften. Diese Musterungen endeten jeweils mit einem Marsch durchs Kleinbasel und einer Mahlzeit. Der Vogel Gryff hat also nichts mit der Basler Fasnacht zu tun. Die Ehrengesellschaften sind keine Zünfte; es ist also möglich, gleichzeitig Mitglied einer Ehrengesellschaft und einer Zunft zu sein.
Die Musterungen wurden bis 1838 durch jede Ehrengesellschaft separat durchgeführt, und zwar zu festen Terminen: Gesellschaft zum Rebhaus am 13. Januar, Gesellschaft zur Hären am 20. Januar und Gesellschaft zum Greifen am 27. Januar. Seit 1839 führen die drei Gesellschaften den Anlass gemeinsam durch, wobei der Termin zwischen den drei Daten rotiert.
Die Anfänge des Brauchs liegen im Dunkeln. Urkundlich belegt ist er zum ersten Mal 1304 in einer Urkunde der Ehrengesellschaft zum Rebhaus, also lange vor der 1392 erfolgten Vereinigung von Kleinbasel und Basel. In einer Chronik von 1597 werden die Umzüge der drei Zeichen Vogel Gryff (Greifen), Wild Maa (Hären) und Leu (Rebhaus) bereits als alter Brauch bezeichnet.

## Die Gesellschaften
Der Kern der Gesellschaft zum Rebhaus bestand ursprünglich aus den Kleinbasler Rebleuten, daneben gehörten ihr auch Landwirte und Gärtner an. Das Rebhaus, das der Gesellschaft den Namen gab, ist ihr Stammsitz, den sie 1397 erwarb. Urkundlich erwähnt wird die Gesellschaft zum Rebhaus erstmals 1304. Die Kleinbasler Ehrengesellschaft zum Rebhaus darf nicht verwechselt werden mit der Grossbasler Zunft zu Rebleuten.
Die Gesellschaft zur Hären vereinigte ursprünglich die Jäger und Fischer, später kamen Handwerker und Angehörige des niedrigen Adels dazu. Eine Häre war ein Fangnetz für Kleingeflügel; das Gesellschaftswappen zeigt eine solche. Urkundlich erwähnt wird die Gesellschaft erstmals 1384 anlässlich des Handwechsels des einstigen Hauses Rheingasse 6.
Die Gesellschaft zum Greifen erwarb 1429 das Haus zum Greifen an der späteren Greifengasse 31, worauf der Hausname zum Greifen dann zum Gesellschaftsnamen wurde. Vorher hiess sie Gesellschaft zum Baum, ebenfalls nach dem Hausnamen des damaligen Stammsitzes. Urkundlich erwähnt wird die Gesellschaft erstmals 1409 im Zusammenhang mit ihrer Teilnahme am Feldzug zur Eroberung der Festung Istein.

## Kinderreime

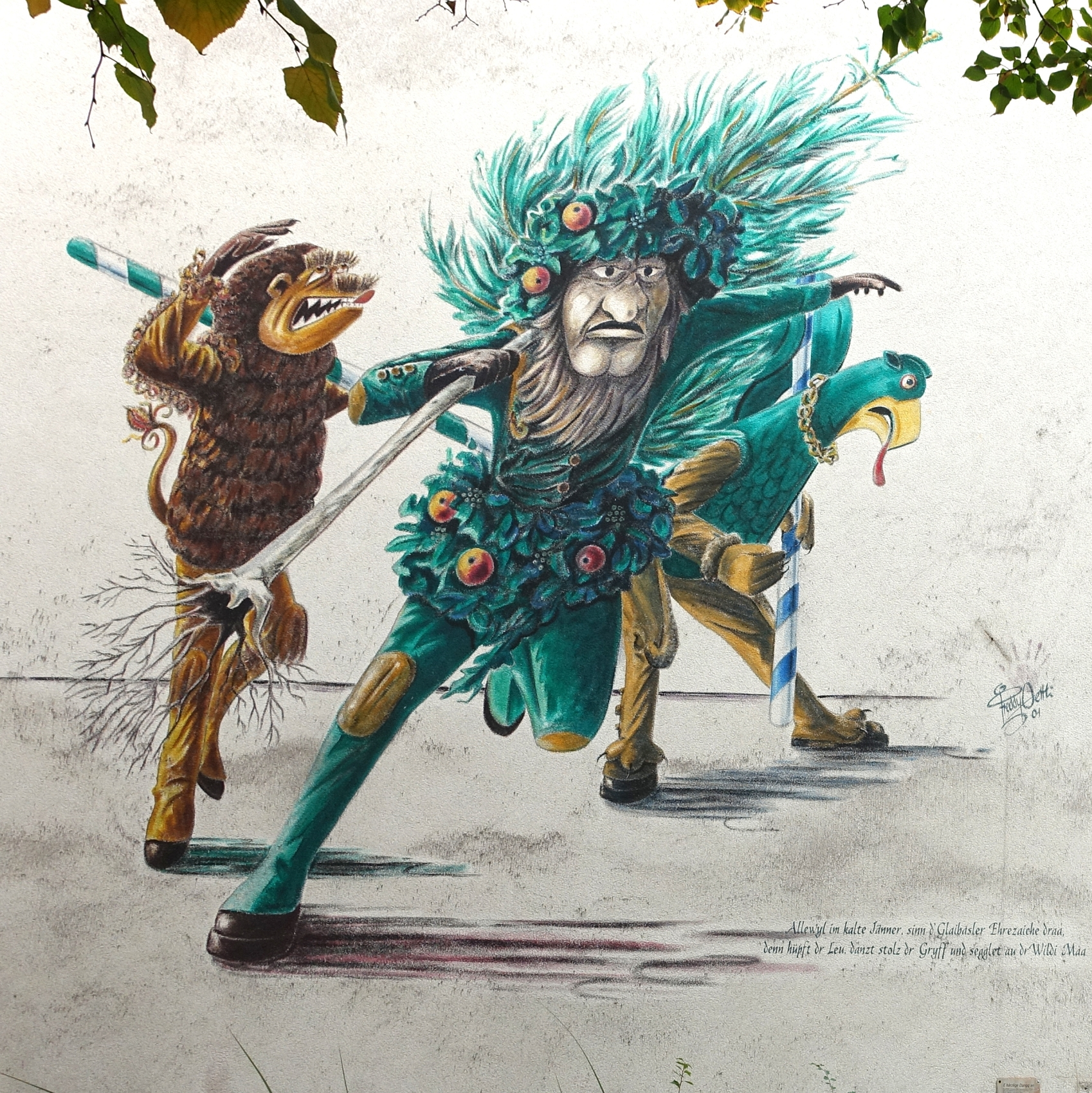
Vogel Gryff mit dem Schriftzug: Allewyl im kalte Jänner, sinn d' Glaibasler Ehrezaiche draa, denn hüpft dr Leu, danzt stolz dr Gryff und segglet au dr Wildi Maa

Besungen wird der Vogel Gryff im Kinderreim von Anna Keller, den die Basler Kinder in den Kindergärten lernen:
Vogel Gryff

Was glepft? E Schuss! Was mag das sy?

Dert tanzt jo aine uff em Rhy.

E Dannebaimli schwingt er

und ains, zwai, drei verdringgt er.

Nai, nai, das gfallt im Wilde Maa.

D'Kanone gracht. Jetzt kunnt er aa.

E-n-Ueli bättlet Batze.

Dr Lai winggt mit de Datze.

Bym Käppelijoch gumpt stolz und styff

näben Wilde Maa und Lai dr Gryff,

und dausig Basler lache

ab däne-n-alte Sache.

## Austragungsdatum
| Jahr | Datum        | Wochentag  | Vorsitz |
| ---- | ------------ | ---------- | ------- |
| 2020 | 13. Januar   | Montag     | Rebhaus |
| 2021 | 20. Januar   | Mittwoch   | Hären   |
| 2022 | 27. Januar   | Donnerstag | Greifen |
| 2023 | 13. Januar   | Freitag    | Rebhaus |
| 2024 | 20. Januar   | Samstag    | Hären   |
| 2025 | 27. Januar   | Montag     | Greifen |
| 2026 | 13. Januar   | Dienstag   | Rebhaus |
| 2027 | 20. Januar   | Mittwoch   | Hären   |
| 2028 | 27. Januar   | Donnerstag | Greifen |
| 2029 | 13. Januar   | Samstag    | Rebhaus |
| 2030 | 19. Januar 1 | Samstag    | Hären   |
| 2031 | 27. Januar   | Montag     | Greifen |
| 2032 | 13. Januar   | Dienstag   | Rebhaus |
| 2033 | 20. Januar   | Donnerstag | Hären   |
| 2034 | 27. Januar   | Freitag    | Greifen |
| 2035 | 13. Januar   | Samstag    | Rebhaus |
|      | etc.         |            |         |

## Sonstiges
- Die drei Figuren und der Ueli sind Namensgeber für die vier Basler Fähren.
- Rheinaufwärts des Kleinbasel nächsten Pfeilers der Mittleren Brücke ist eine nur bei Niedrigwasser sichtbare Skulptur der drei Figuren im Rhein versenkt.
- Vogel Gryff ist auch der Name einer Kleinbasler Lokalzeitung.[4]
- 1977 gaben die PTT eine Dauermarke der Serie Volksbräuche heraus.[5]
- Charles Hindelang schuf 1946 acht Vogel-Gryff-Temperabilder